# Station Montierchaume
Station Montierchaume is een spoorwegstation in de Franse gemeente Montierchaume. Het station is gesloten.